# Libertarian League
La Libertarian League et le Libertarian Book Club étaient deux groupes anarchistes newyorkais d'après-guerre créés par les anarcho-syndicalistes Sam et Esther Dolgoff.

## Le Cercle de lecture libertaire
Le Libertarian Book Club était un cercle anarchiste créé à New York en 1945 par Sam et Esther Dolgoff à la demande de l'anarchiste d'origine russe Grigori Maksimov. Le groupe organisait des forums de discussion mensuels et des événements mondains dans une salle louée par l'organisation yiddishiste Workmen's Circle (Arbiter Ring), et servait de centre social pour un petit groupe vieillissant d'immigrants radicaux que les Dolgoff connaissaient du fait de leurs activités dans les revues Road to Freedom et Vanguard.
Le Libertarian Book Club a publié plusieurs volumes et distribué à l'échelle nationale d'autres livres importants et des publications internationales du mouvement anarchiste.
L'éditeur a réimprimé la traduction anglaise de Anarchism de Paul Eltzbacher par Steven T. Byington en 1960.

## La Ligue libertaire
La Libertarian League est fondée à New York en 1954 en complément du Cercle de lecture libertaire. Elle est composée de Sam Dolgoff, Russell Blackwell, Dave Van Ronk et Murray Bookchin.
Cette ligue est un centre politique plus étroit que le premier, promouvant l'anarchisme et le syndicalisme. Les membres en sont principalement des bibliothécaires et des imprimeurs, dont les préoccupations sont plus professionnelles que syndicalistes.
Son principe central, exposé dans sa revue mensuelle Views and Comments, est « la liberté pour tous dans une société socialiste ». En raison de la « chasse aux sorcières » en cours à l'époque, les collaborateurs privilégient l'anonymat ou prennent un pseudonyme.
Des branches de la Ligue sont ouvertes dans un certain nombre de villes américaines, dont Detroit et San Francisco.
Elle est dissoute au milieu des années 1960.